# Морарь, Наталья Григорьевна
Ната́лья Григо́рьевна Мора́рь (рум. Natalia Morari; род. 12 января 1984, Котовск, Молдавская ССР, СССР) — молдавская журналистка, телеведущая и политик, получившая известность как корреспондент и политический обозреватель журнала «Новое время».
Скандальная публикация Морарь 2007 года «Черная касса Кремля» привела к четырёхлетнему запрету на въезд в Россию.
С 2010 до 2012 года ведущей ток-шоу «Фабрика» на молдавском телеканале Publika TV. С 2013 по 2017 год вела передачу «Политика», а также С 2015 по 2017 год вела передачу «Интерпол» на телевизионном канале TV7.
С 2017 по 2018 год вела передачу «Политика» на телевизионном канале TV8, а далее — до 2021 года «Политика Натальи Морарь» на том же канале.

## Биография
Наталья Морарь родилась в Котовске (ныне Хынчешты), Молдавская ССР. Отец был агрессивным, и мать решила развестись, когда Наталье было четыре года. Училась в русско-румынском лицее «Гаудеамус», после окончания которого в 2002 году переехала в Москву и поступила на социологический факультет МГУ. Окончила университет с отличием в 2007 году.

## Карьера

### В России
В 2005 году Морарь была одним из создателей внепартийного молодёжного движения «Демократическая альтернатива» (ДА!). С сентября 2005 по август 2006 работала в фонде «Открытая Россия» в качестве координатора проекта «Школы публичной политики». С августа 2006 — пресс-секретарь коалиции «Другая Россия».
В феврале 2007 года начала сотрудничество с журналом «Новое время» в качестве стажера; тогда же оставила членство в политических организациях, так как «считала для себя недопустимым быть журналистом и одновременно пресс-секретарем в какой-либо из политических организаций». С июля 2007 стала штатным корреспондентом отдела политики. Публикации Морарь были посвящены проблемам коррупции в России. Она, в частности, писала об убийстве банкира Андрея Козлова и о делах, связанных с отмыванием денег, в которые, по её мнению, были вовлечены австрийский Raiffeisen Zentralbank и российский банк «Дисконт»; также упоминалось имя генерал-лейтенанта Александра Бортникова, тогда заместителя директора ФСБ и начальника Департамента экономической безопасности ФСБ. В ноябре 2007 года опубликовала серию статей о незаконной финансовой деятельности государственного Всероссийского центра изучения общественного мнения.

#### Депортация и запрет на въезд в Россию
10 декабря 2007 года в журнале «Новое время» была опубликована статья «Чёрная касса Кремля» — о фонде, через который, по мнению Морарь, во время парламентских выборов 2007 года были незаконно поставлены в зависимость все основные политические партии России от «Единой России» до оппозиционных партий СПС и «Яблоко». По оценке журналистки, отсечение партий от самостоятельного поиска спонсоров помогло «Единой России» одержать убедительную победу, а остальных заставило умерить собственную оппозиционность.
16 декабря Морарь возвращалась в Россию из недельной командировки в Израиль. При прохождении паспортного контроля в аэропорту Домодедово ей было объявлено, что ей, по решению ФСБ, запрещён въезд в Россию. Ей пришлось улететь в Кишинёв. Морарь не являлась гражданкой России; она подала документы для получения российского гражданства сразу после окончания МГУ, а получить гражданство должна была в апреле 2008 года.
17 января 2008 года в посольстве России в Молдавии Наталье Морарь было сообщено, что ей запрещен въезд в Россию «в целях обеспечения обороноспособности или безопасности государства» в соответствии с пунктом 1 статьи 27 Федерального закона «О порядке выезда из РФ и въезда в РФ». 23 февраля, несмотря на предупреждения МИД России о том, что брак с российским гражданином с правовой точки зрения ситуацию не изменит, Морарь зарегистрировала брак со своим коллегой — журналистом «Нового времени», гражданином России Ильей Барабановым. 27 февраля пара прилетела в Москву из Кишинева, однако Наталье было предложено вернуться в Кишинёв. Супруги остались в зоне пограничного контроля, где провели ночь. К ним пропустили адвоката и представителей журнала. 28 февраля Морарь и Барабанов продолжали находиться в транзитной зоне аэропорта Домодедово по своей воле. Им не ограничили возможность к передвижению и связи. 1 марта они вернулись в Кишинёв. 5 июня в Мосгорсуде была рассмотрена жалоба Морарь на отказ во въезде на территорию России.
21 августа Наталье Морарь было отказано в российском гражданстве. Причина — призывы к свержению конституционного строя Российской Федерации насильственными методами и угроза безопасности государства. По сообщению радиостанции «Эхо Москвы», в конце августа Морарь подала иск в Европейский суд по правам человека.
19 мая 2009 года Конституционный суд Российской Федерации вынес определение № 545-О-О : Отказать в принятии к рассмотрению жалобы гражданки Морарь Натальи Григорьевны, поскольку она не отвечает требованиям Федерального конституционного закона «О Конституционном Суде Российской Федерации», в соответствии с которыми жалоба в Конституционный Суд Российской Федерации признается допустимой. Также, по мнению Конституционного Суда: Федеральный законодатель был вправе предусмотреть оспариваемое ограничение в отношении въезда иностранных граждан и лиц без гражданства на суверенную территорию Российской Федерации, а сам по себе пункт 1 части первой статьи 27 Федерального закона «О порядке выезда из Российской Федерации и въезда в Российскую Федерацию» конституционные права гражданки Республики Молдовы Н. Г. Морарь не нарушает. Двое судей Конституционного суда выступили против такого решения, а судья Анатолий Кононов написал по этому поводу «Особое мнение», в котором утверждал, что «оспариваемые в настоящем деле положения Закона, как и сложившаяся практика его применения, противоречат конституционным гарантиям прав и свобод и не оставляют заявительнице никаких шансов на эффективную защиту от произвола и на справедливое судебное разбирательство».
26 марта 2012 года Наталье Морарь удалось вернуться в Россию, но случилось это только после того, как главный редактор «Нового времени» Евгения Альбац, находясь в феврале в Сочи на встрече главных редакторов СМИ, лично просила президента России Дмитрия Медведева поспособствовать решению этого вопроса.
С Ильей Барабановым они развелись.

### В Молдове
В 2008—2009 годах возглавляла фонд Think Moldova. По собственному признанию, участвовала в организации акций протеста 6 апреля 2009 года после парламентских выборов в Молдавии, переросших потом в массовые беспорядки в Кишинёве 7 апреля.
В сентябре 2021 Наталья Морарь вышла из совета правления телеканала TV8, аргументируя это давлением со стороны Службы информации и безопасности. В своем сообщении, опубликованном в Facebook, Наталья впервые сообщила что отцом её ребёнка является скандальный бизнесмен Вячеслав Платон, в 2017 году осужденный на 18 лет за отмывание денег и вышедший на свободу в июне 2020 по требованию Генерального прокурора Александра Стояногло. Ранее, 19 июля 2021, Вячеслав Платон покинул Молдавию, улетев регулярным рейсом из Кишинёва в Лондон. Сообщение Натальи вызвало негативную реакцию в молдавском обществе. Коллега Морарь, телеведущая TV8 Мариана Рацэ, в одном из эфиров заявила что она «разочарована и шокирована», а журналистка Анжела Гонца сообщила что из-за прошедших событий TV8 переживает сильнейший кризис доверия. Депутат Парламента Молдавии от партии «Действие и солидарность» Дмитрий Алайба обвинил Наталью в предательстве и коррупции.
В результате, TV8 снял с эфира авторскую программу «Политика Натальи Морарь», а молдавская служба вещания «Радио Свободная Европа» сообщила о временном прекращении сотрудничества с Натальей Морарь.
В 2024 году Морарь заявила о намерении баллотироваться в президенты Молдавии как независимый кандидат. Изначально она готова была обсудить возможность выдвижения в качестве единого кандидата от оппозиции, для чего пригласила на встречу бывшего главу МИД Тудора Ульяновского, бывшую башкан Ирину Влах, председателя партии ПСРМ Игоря Додона, депутата Гайка Вартаняна, председателя партии ПРКМ Иона Кику и председателя ЛДПМ Влада Филата. Однако договориться о выборе единого кандидата все они не смогли, и в итоге многие партии выдвинули своих кандидатов на выборы.